# Hoffmann-von-Fallersleben-Preis

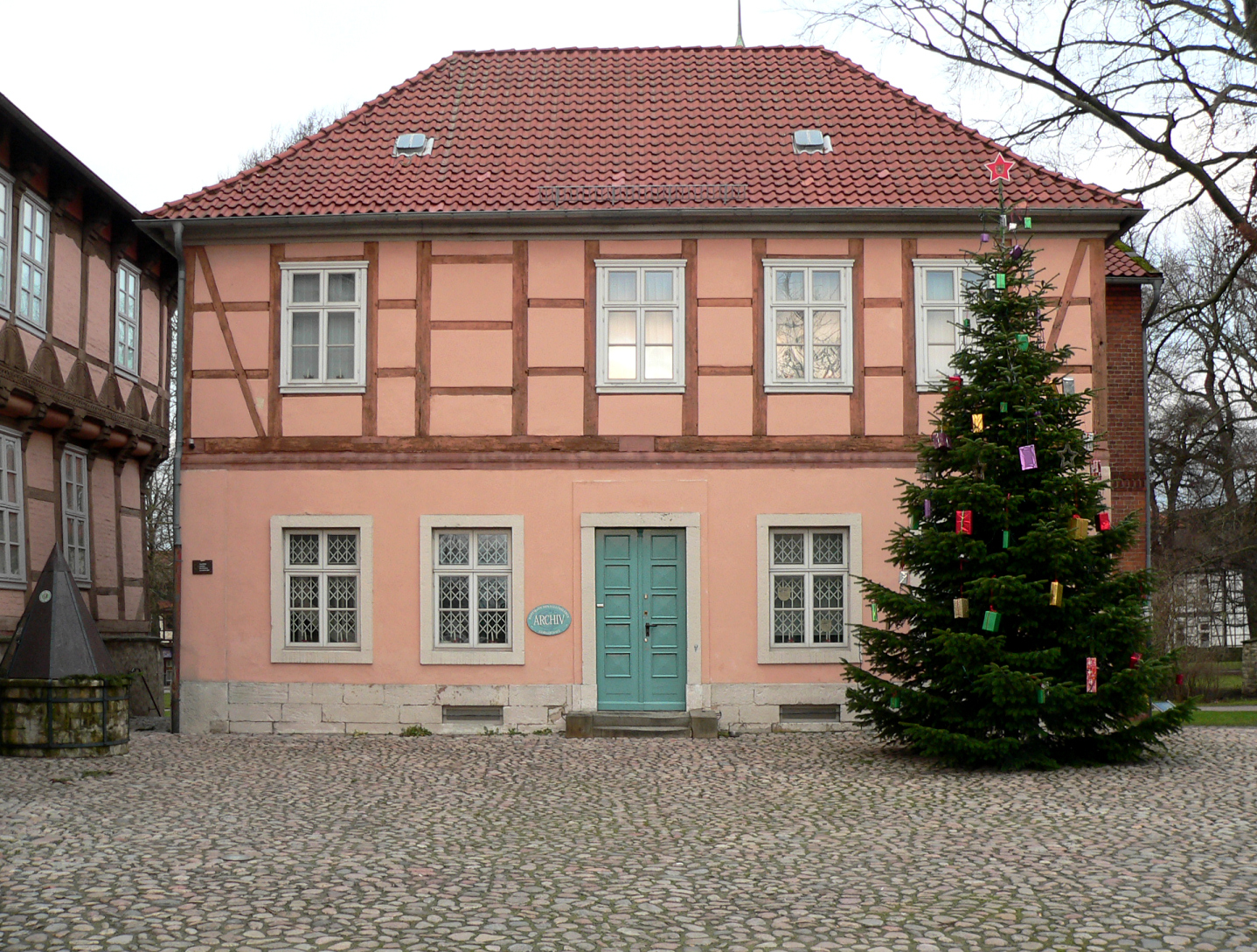
Sitz der Hoffmann-von-Fallersleben-Gesellschaft im Schloss Fallersleben

Der Hoffmann-von-Fallersleben-Preis für zeitkritische Literatur ist ein internationaler Literaturpreis, den die Hoffmann-von-Fallersleben-Gesellschaft in Wolfsburg-Fallersleben alle zwei Jahre verleiht.
Sie tut dies zum Andenken an den politischen Dichter des Vormärz August Heinrich Hoffmann von Fallersleben, der in Fallersleben geboren wurde.
Ausgezeichnet werden Autoren, „deren literarisches, historisches oder publizistisches Werk in seinem Sinne eigenständiges Denken beweist und andere dazu ermutigt“ (laut Selbstdarstellung). Die Preissumme in Höhe von 15.000 Euro wird von der Sparkasse Gifhorn-Wolfsburg gestiftet.

## Preisträger
- 2000 Peter Rühmkorf
- 2002 Timothy Garton Ash
- 2004 Hans Joachim Schädlich
- 2006 Walter Kempowski
- 2008 Günter de Bruyn
- 2010 Herta Müller
- 2012 Karl Schlögel[1]
- 2014 Juli Zeh[2]
- 2016 Gerhard Roth
- 2018 Dieter Grimm
- 2020 keine Vergabe